# Čenkovská niva
Čenkovská niva je geomorfologický podcelek Podunajské pahorkatiny. Tvoří ji území v blízkosti řeky Dunaj, mezi obcemi Moča a Štúrovo. Jižní okraj ohraničuje řeka a státní hranice s Maďarskem.

## Vymezení
Podcelek se nachází v jihovýchodní části Podunajské pahorkatiny a zabírá pás území podél řeky Dunaj. Na území Slovenska sousedí pouze s Pohronskou pahorkatinou. 

## Chráněná území
Na území Čenkovské nivy leží následující maloplošná chráněná území:
- Čenkovská step - národní přírodní rezervace
- Čenkovská lesostep - národní přírodní rezervace
- Búčske slanisko - přírodní rezervace
- Kraviansky park - chráněný areál
- Jurský Chlm - přírodní rezervace [2]

## Doprava
Jižním okrajem vede nivou silnice I/63 (Komárno - Štúrovo).